# Pézsmalóri

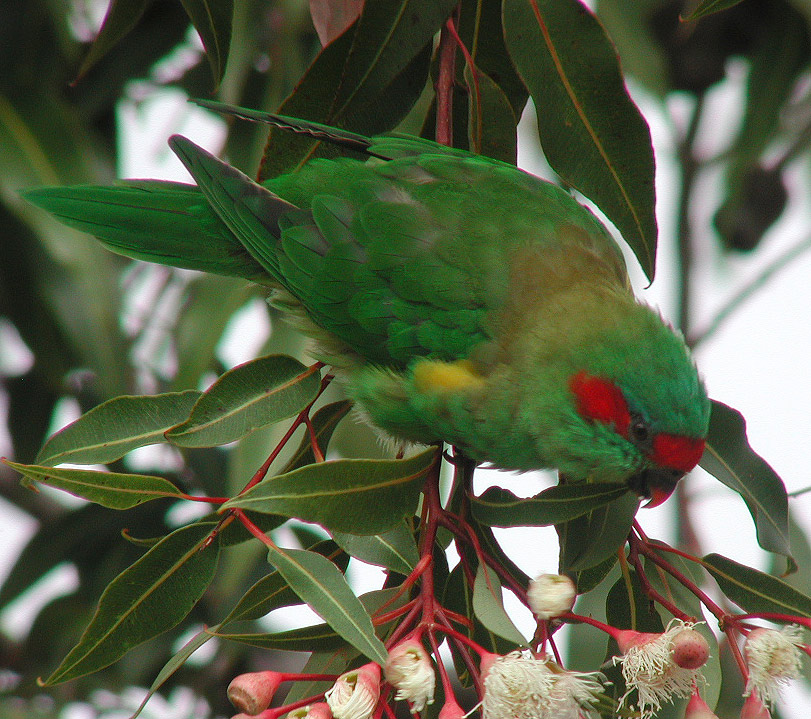

A pézsmalóri (Glossopsitta concinna), korábban mósuszlóri, a madarak osztályába, a papagájalakúak (Psittaciformes) rendjébe és a szakállaspapagáj-félék (Psittaculidae) családjába, azon belül a lóriformák (Loriinae) alcsaládjába tartozó faj.

## Előfordulása
Ausztrália keleti és délkeleti részén, Tasmania szigetén és a Kangaroo-szigeten honos.

## Megjelenése
Hossza 22 centiméter. Alapszíne zöld, a hasi részen világosabb, sárgás árnyalattal. Homlok, kantárja és a szemétől a nyak két oldalára húzódó szalag vörös. Feje teteje és tarkójának felső része kék, az alsó rész zöldesbarna. Begyének két oldalán egy-egy sárga folt látható. Csőre fekete, lába zöldesbarna.

## Életmódja
Az alacsonyabb hegyvidéki tájakon nagy csapatokba verődve, gyakran más papagájfajokkal, például a fecskepapagájjal (Lathamus discolor) együtt lakmározik a fákon. Tápláléka nektárból, gyümölcsökből és magvakból, illetve rovarokból áll. Röpte nagyon gyors. Hangja éles, fémes csengésű rikoltozás.

## Szaporodása
Költési időszaka augusztus és január közé esik. Eukaliptusz fák üregeiben fészkel. Fészekalja 2 fehér tojásból áll.